# 小島五月
小島五月（こじま さつき）は、TBSのドラマ『渡る世間は鬼ばかり』に登場する架空の人物で、同作に登場する岡倉大吉の次女。第1シリーズの第1話は基本的に五月視点で物語が進んでいた。泉ピン子が演じている。

## プロフィール
- 生年月日：1957年5月29日
- 住所：東京都新宿区曙橋5-3-2（架空）
- 職業：中華「幸楽」従業員→2代目女将

## 来歴・人物
岡倉大吉・節子夫婦の次女として誕生。
岡倉5人姉妹の中で一番嫁姑関係に苦労した。
とても家族思いで我慢強く優しい性格だが、第8シリーズ以降は怒鳴ったり愚痴をこぼしたり、自分の意見を主張する場面が増えた。
5人姉妹の中でただ一人勉強が苦手で高校生の時に不登校になり、大吉に叱られて高校を中退し家出した。この時期岡倉家は毎日お葬式のようだったと下の妹の文子、葉子、長子には強烈に印象が残っており時折思い出話として語られることがある。その後、保証人もないまま、中華料理店「幸楽」に住み込みで雇われ、店の跡取り息子の小島勇と結婚。愛と眞をもうける。儲けの薄いラーメン屋で夫婦二人で働くが、最初は給料さえまともに貰えず、自由に使える金もなかった。舅・幸吉の急死後、遺産相続の問題で苦労する。義弟・山下健治の借金の返済のために大吉に借金を頼み、これがもとで大吉は退職金を得るために会社を辞めた。
「幸楽」の改築後は、キミ・久子夫婦と同居し、嫁として耐えるだけの生活を送っていたが、子供の将来に関わる問題では、自分の希望を押し通すこともしばしばあった。第3シリーズでは、邦子が家族の反対を押し切り、立石一茂と不倫した時は、一人の女性として五月は邦子の心の支えとなった。
第4シリーズ終盤、邦子が野々下長太の長女・加津を引き取ることを拒否した為、五月が引き取ることを決意した。10年以上も我が子と同じように世話をする。聖子や久子に「居候」呼ばわりされる中、勇と五月は加津のことを居候とは一度たりとも思った事はない、野々下から多分に養育費貰ってると語っている。但し、久子は、居候呼ばわりしていても邦子に引き取る様に言っている。
その後、キミが第7シリーズ第47話で喜寿を迎えた翌日、脳血栓で倒れ、最終回で久子と邦子によってリハビリのために渡米。キミのリハビリに協力することができなかったことが心の傷になっている。その後、一時期渡米していた久子も第8・第9シリーズでは日本で暮らすことになり、再び同居していた。だが、後に健治と再婚し、再び「幸楽」を出て行く。
最終シリーズでは、加津が長太と暮らすことになり「幸楽」を出る。そのため、邦子が長太と離婚後「幸楽」に戻って同居するも、第46話で久子が購入してリフォームした中古マンションへ引っ越す。その後、久子からキミが「幸楽」に戻りたいとを知らされた際は、不安を抱きつつも、キミの部屋を曙リフォームに頼んで短期間（5日以内）でリフォームした。最終回でリハビリのために渡米していたキミが帰国。キミが再び「幸楽」で暮らしたいと言った時は、五月も本当はキミともう一度暮らしたかった事を明かし、キミと再び同居することになった。また、眞も貴子と様々な危機を乗り越えて結婚し、結婚後も一人前の公認会計士となるまでは、眞も引き続き小島家で暮らすことになった。
2012年、キミが「幸楽」の店内で転倒して足を怪我し、リハビリのために久子・邦子の住むマンションで暮らし始めた。勇はリハビリに付き添い、五月は食事を作って届ける等影からキミを支えていた。
また、別居している眞夫婦を常に心配し、手助けしようとするも拒否される。2016年頃から貴子との仲が悪くなり、彼女に対する不満や愚痴をこぼすようになる。なかなか子離れが出来ず、勇からは何度も子供夫婦を放って置けと言われる。
2019年、キミ死去に伴い遺産相続をする。孫・さくらを見て新しいスマートフォンを購入し（ただし、2017年に文子にスマホで電話をかけている描写がある。また、2018年に長谷部を訪ねる際にもスマホを所持しており、岡倉とスマートフォンで通話している描写がある。）。高橋亨に動画撮影や投稿などの操作方法を教えて貰い、ユーチューバーになる。「さつキッチン」と称した簡単料理レシピを動画配信して好評をえる。そしてなかなかできなかった子離れも「おかくら」で知り合った藤川昇親子との関わりをきっかけに子離れをすることをようやく決意した。

## 家族・親戚
- 夫：小島勇（「幸楽」2代目店主）（演：角野卓造）
- 舅：小島幸吉×（「幸楽」初代店主、1990年11月22日死去）（演：佐藤英夫×）
- 姑：小島キミ×（「幸楽」初代女将→アメリカ・ニューヨーク在住→日本の老人ホーム在住、2019年死去）（演：赤木春恵×）
- 義妹：山下久子（専業主婦→「幸楽」従業員→「クニ化粧品」経営→アメリカ・ニューヨーク在住→アメリカ・シアトル在住→「幸楽」経理担当→ケータリングサービス会社経営→アメリカ・ニューヨーク在住→「らくらく」店長→「幸楽」餃子インターネット販売部門担当）（演：沢田雅美）
- 義妹：小島邦子（専業主婦→「クニ化粧品」経営→材木屋手伝い→専業主婦→バー従業員→専業主婦→建築現場勤務→専業主婦→「らくらく」従業員→専業主婦→「幸楽」餃子インターネット販売部門担当）（演：東てる美）

### 子供
- 長女：田口愛（小学生→中学生→高校生→女子大生→銀行員→ホームページ制作会社経営→派遣社員→「幸楽」3代目女将）（演：吉村涼）
- 長男：小島眞（小学生→中学生→高校生→浪人生→東京大学生[1]→公認会計士）（演：えなりかずき）
- 邦子の継娘：野々下加津（小学生→中学生→高校休学→ペットシッター→高校復学→東大生→ネット関連の仕事）（演：宇野なおみ）

邦子の再婚相手・野々下長太（大和田獏）の長女。

### 孫
- 愛の長女：田口さくら（乳児→幼児→小学生→中学生）（演：久保田さくら→小宮未鈴→安藤美優）
- 眞の長男：小島香（乳児→幼児）（演：柳田湊大）

### 岡倉家
- 父：岡倉大吉×（会社員→「おたふく」板前→「おかくら」店主、2014年12月30日死去）（演：藤岡琢也×→宇津井健×）
- 母：岡倉節子×（専業主婦→「おかくら」初代女将、1998年秋死去）（演：山岡久乃×）
- 伯母：森山珠子（ハワイ在住、お金持ちの未亡人）（演：森光子×）
- 姉：野田弥生（専業主婦→看護師→専業主婦→「ラ・メール」勤務→「ごはんや」勤務→「北川保育園」ボランティア→専業主婦→喫茶「花」経営）(演：長山藍子）
- 妹：高橋文子（食品会社勤務→専業主婦→「あさま」従業員→「FTトラベル」社長）（演：中田喜子）
- 妹：大原葉子（照明デザイナー→一級建築士）（演：野村真美）
- 妹：本間長子（大学生→銀行員→専業主婦→病院院長秘書→翻訳家→「おかくら」従業員→専業主婦→「おかくら」従業員→「本間クリニック」手伝い）（演：藤田朋子）

## 中華「幸楽」
小島幸吉が開業した中華料理店。幸吉の死後、小島勇が2代目店主として跡を継ぎ、後に田口誠が3代目店主として跡を継いだ。

### 概要
その始まりは、小島幸吉・キミ夫婦が1950年に青森から上京し、裸一貫でラーメンの屋台から商売を始めたことがきっかけ。その後徐々に繁盛し始め、1954年秋、都内の曙橋商店街の一等地に「幸楽」を築き上げた。当初は、2階が幸吉・キミ夫婦の自宅となっていた（勇・五月夫婦は店の裏口すぐの借家住まい）。それから長らくして繁盛していたが、1990年11月22日に幸吉が急死。遺産相続問題が浮上し、経営危機までに陥った。
第1シリーズ終盤から健治の意向で久子夫婦も「幸楽」を手伝うようになり、キミが土地の再開発に応じる。バブル景気崩壊直前に周辺の商店と共同で等値交換に応じ、古い木造から鉄筋ビルに改築した。ビルの建替により、2年間は仮店舗で営業。健治は横浜の中華料理店で働いていた。「幸楽」改築後は有限会社となり、社長→キミ、専務→勇、役員→五月・健治になった。ビルの1階に「幸楽」と小規模の売店スペース、2階も幸楽名義で2世帯分の居住スペースとなり、大幅に変わった。4LDKの大と3DKの小があり、大はキミと勇・五月夫婦で小は他の家族が使用している。従業員用の裏口のほか、2階の共用廊下から直接店舗へ出入りできる裏口もあり、小島家は基本そこから出入りしていた。3 - 5階はテナントビル扱いで、3階里見産業、4階大木設計、5階フロンティア企画・森会計事務所が入居し、6階以上はマンションとなっていた。幸楽は1・2階のみの所有で、それより上は別の地権者となる。「幸楽」1階の隣には、当初キミの好意で邦子・久子姉妹が「クニ化粧品」を営業するための5坪程の店舗スペースが設けられる。その後、テナントとして喫茶店オーロラに変わるが、久子が洗濯代行「らくらく」をオープンする。しかし、最終シリーズ序盤で閉店してしまう。現在は餃子・焼売等のお持ち帰り品売り場となっている。
2016年以降は、各家族の独立により2階の居住スペースに空きがあったため、田口夫婦の意向により、キミと勇・五月夫婦たちが住んでいた旧小島家のスペースは、幸楽の2階席となった。また、テナントビルではなくマンション扱いにもなっている。以降、勇・五月夫婦はこのマンションで生活している。
また、さまざまな部門も出始め、健治の提案した弁当部門（後にインターネットでも販売できるようになる）、キミの提案した一度は廃止になった出前、健治と光子の提案したケータリング部門（後に健治と光子により独立し、弁当部門とともに廃止）、久子と邦子の提案した餃子のインターネット販売部門も出始めている。
その後もさまざまな問題が浮上し、ラーメン横町の繁盛による経営危機、弁当事業問題や最新レジの導入問題、金銭問題、食中毒問題などもあった。
近所には250円ラーメン屋と家系ラーメン屋がある。250円ラーメン屋は安いだけで大味な上のんびり出来ないという。家系ラーメン屋は幸楽改装中に五月がバイトしており、チャーシューが美味しいとのこと。
ラーメンは1杯600円で焼売や餃子が中心。その他、蟹玉やあさまの自然食品を使った健治考案のプレミアムコース料理もある。
バイトの時給は800円。給与はキミと勇で月25万、五月と健治で20万、久子で15万だったが、久子が五月と同額にしろとクレームを付けていた。小学生時代の眞の手当ては1日1000円で、隆の受験勉強に付き合う為に隆と同じ中学受験費用に使った。
出前用の自転車と原付がある。自転車は小島家が使用し、原付は出前担当者が使用している。
従業員は以下の通りだが、人手不足などの時には眞や加津が手伝うこともあった。眞は小学生時代、夏休み中どこにも連れてって貰えなかった事から、自主的に店で働く様になった他、浪人中は夕方の店を手伝う事で浪人させてもらえた。第2シリーズで眞が手伝って居るのを見て、登もやりたいと言い出した事もある。隆も幸楽継ぎたいと言い出したので、勇が仕込むものの、野菜洗うのにお湯が出ないなどと言い、わずか数日で根を上げてしまう。コレに着いて眞に「野菜をお湯で洗うバカがどこにいる？」と言われたほか、勇は隆なんかに務まるわけがないと言いわざと厳しくした。因みに眞は健治に仕込まれた。

### 従業員

#### 現在
小島勇（第1シリーズ - 、演：角野卓造）
- 幸吉・キミ夫婦の長男。「幸楽」2代目店主。調理場担当。

小島五月（第1シリーズ - 、演：泉ピン子）
- 勇の妻。「幸楽」2代目女将。接客担当。キミの渡米後、久子が帰国するまでの1年は経理を兼務していた。

田口愛（第1シリーズ - 、演：吉村涼）
- 勇・五月夫婦の長女。「幸楽」3代目女将。出前→経理担当。

田島周平（第2シリーズ第3話 - 、演：岡本信人）
- 調理場担当。共同居間の掃除を聖子がしないので和津に言われて仕方なく清掃する事も多い。

田島聖子（第4シリーズ第49話 - 、演：中島唱子）
- 周平の妻。旧姓は松田。接客担当。当初は文句ばかり言っていたが、久子が舞い戻ってきてからは徐々に鳴りを潜めている。

松本達夫（第1シリーズ - 、演：榎本たつお）
- 出前・調理場担当。第1シリーズから働く「幸楽」の古株。1日の出前件数は愛の倍以上こなせる。幸吉死去により調理場に入るようになり、代理調理師から「仕込めばモノになる」と評価を受ける。酒は飲まないが、光子と折り合いが悪くなった時に酔い潰れて幸楽前にいた所、真に介抱された。株式にも心得がある。

田口誠（第8シリーズ第4話 - 、演：村田雄浩）
- 愛の夫。「幸楽」3代目店主。屋台→調理場担当。

滝本延彦（2017年 - 、 演：湯浅景介)
- 出前担当。牛丼が得意。

#### 過去
小島幸吉×（第1シリーズ第1話 - 第7話、演：佐藤英夫×）
- 「幸楽」創業者・初代店主。調理場担当。第1シリーズ第7話で脳出血により急逝。

小島キミ×（第1 - 7、最終シリーズ最終回 - 2013年、2019年、演：赤木春恵×）
- 幸吉の妻。「幸楽」初代女将。接客・経理担当。2019年死去。遺産は五月にと遺言状残す。

山下久子（第1・2、第7シリーズ最終回 - 2013年、2016年・2017年、2019年、演：沢田雅美）
- 幸吉・キミ夫婦の長女。接客→経理→餃子インターネット販売部門担当。但し、マトモに手伝って無かった事が祟り、ネット通販の餃子作りに悪戦苦闘していた。キミと健治から五月の半分以下と酷評、勇にも居なくてもどうって事はないと言われてる始末。

山下健治（第1 - 1994年、第4 - 最終シリーズ、演：岸田敏志）
- 久子の夫。調理場→弁当部門→ケータリング部門→餃子インターネット販売部門担当。

小島邦子（第1 - 2013年、2019年、演：東てる美）
- 幸吉・キミ夫婦の次女。餃子インターネット販売部門担当。

元造（第1シリーズ、演：山岡八高）
- 調理場担当。

山形明子（第3シリーズ、演：西部里菜）
- 接客担当。

桐野サチ（第5・6シリーズ、演：神津千恵）
- 接客担当。眞の初代彼女で、幸楽に来た時に求人募集を見てバイトするようになる。

坂元浩次（第5 - 8シリーズ、演：池田幹）
- 弁当部門→出前→ケータリング部門担当。店内の壁紙交換やペンキ塗りもしていた。五月や勇の影口を叩いた聖子にペンキをかけている。

大沢光子（第6 - 8シリーズ、演：奥貫薫）
- 健治の再婚相手（後に離婚）。接客・ケータリング部門担当。

小島貴子（第9シリーズ - 、演：清水由紀）
- 眞の妻。接客担当。

城代忠信（第5・6シリーズ第26話、演：神田正輝）
- 調理場担当。愛の代わりに数日間働く。

大木忠則（第2シリーズ第25話、演：東山紀之)
- 調理場担当。岡倉とのパイプ役でもある。

なお、この他に五月の両親である岡倉大吉と岡倉節子が「おかくら」改装中に幸楽を手伝ったことがある（第3シリーズ）。当初は根を上げてしまったものの数日後は慣れていた。

## 関係者
本間英作（義弟・第2シリーズ - 、演：植草克秀)
学生時代からの常連客で、五月やキミから食事はおろか、洗濯の世話をして貰ってたうえに、日用品迄貰っていた。代わりに愛や眞のお守りをしていたという。東京で一番美味しいラーメン屋と評している。幸楽の人々には「先生」と呼ばれており、小児科医だと思われていた。
「幸楽」で自身の誕生会や、妹・由紀の婚約パーティーを周平・聖子と合同で開催するなど、長い付き合いであるが、第2シリーズで長子を店に連れてきたことで、初めて長子と五月が姉妹である事を知る。
第3シリーズ以降、長子や常子と喧嘩した際に泥酔状態で幸楽に来て、勇と寝てしまうまで酒を飲み明かし、お互い愚痴や不満を言い合ったりしていた。挙句、勇と一緒になって「くたばれくたばれクソババァ」と叫んだこともある。また、岡倉家では田口誠や金田典介と飲み明かした事もある。
佐久裕二（第2シリーズ、演：海津亮介）
英作の同期で友人。英作と共に学生時代からの「幸楽」の常連客。キミの胆石手術の執刀医。第2シリーズ終盤、病院内で多数の女性看護師と性的関係を持っており、妊娠までさせていたことが発覚。プロポーズした長子に振られてしまう。第3シリーズ以降からは未登場。
早乙女圭吾（第3シリーズ、演：正木慎也）
漫画家志望で、当初は売れず「幸楽」で食事させて貰う代わりに、愛・眞・隆・ミカらの遊び相手になったり、勉強を教えていた。通称「漫画野郎」。売れる様になった頃に正体を明かし、明子に結婚を申し込むが、両親の「資産家の娘なら」という言葉が元で振られてしまう。

## 余談
- なお、泉は、2010年11月3日～7日にかけて放送されたTBS開局60周年記念企画・橋田壽賀子脚本の同局系スペシャルドラマ『99年の愛〜JAPANESE AMERICANS〜』で平松とも役を演じたが、第5夜「再会」（11月7日放送）でともがアメリカ・ワシントン州シアトルの中華料理店で働く場面が展開されたセルフパロディがあった。なお、このドラマの放送により、第2夜「一世と二世」が放送された11月4日は渡鬼の放送が休止された。